# 桙衝村
桙衝村（ほこつきむら）は福島県岩瀬郡にかつて存在した村である。

## 地理
- 現在の須賀川市の西部、旧長沼町の北部に位置する。

## 歴史

### 村域の変遷
- 1889年（明治22年）4月1日 - 町村制施行により、木野崎村・横田村・堀込村・桙衝村・矢田野村が合併し岩瀬郡 桙衝村が発足。
- 1955年（昭和30年）3月31日 - 長沼町と合併し、改めて長沼町が発足。同日桙衝村廃止。

変遷表
| 1868年 以前 | 1868年 以前 | 明治9年  | 明治22年 4月1日 | 昭和30年 3月31日 | 平成17年 4月1日 | 現在     |
| ----------- | ----------- | -------- | --------------- | ---------------- | --------------- | -------- |
|             | 木野崎村    | 木野崎村 | 桙衝村          | 長沼町           | 須賀川市 に編入 | 須賀川市 |
|             | 上木野崎村  | 木野崎村 | 桙衝村          | 長沼町           | 須賀川市 に編入 | 須賀川市 |
|             | 下木野崎村  | 木野崎村 | 桙衝村          | 長沼町           | 須賀川市 に編入 | 須賀川市 |
|             | 横田村      |          | 桙衝村          | 長沼町           | 須賀川市 に編入 | 須賀川市 |
|             | 堀込村      |          | 桙衝村          | 長沼町           | 須賀川市 に編入 | 須賀川市 |
|             | 桙衝村      |          | 桙衝村          | 長沼町           | 須賀川市 に編入 | 須賀川市 |
|             | 矢田野村    |          | 桙衝村          | 長沼町           | 須賀川市 に編入 | 須賀川市 |

## 大字
- 木之崎（きのさき）
- 横田（よこた）
- 堀込（ほりごめ）
- 桙衝（ほこつき）
- 矢田野（やたの）

## 人口・世帯

### 人口
総数 [単位： 人]
| 1891年（明治24年） | 2,360 |
| 1920年（大正 9年） | 2,723 |
| 1947年（昭和22年） | 3,911 |

### 世帯
総数 [単位： 世帯]
| 1920年（大正 9年） | 488 |
| 1947年（昭和22年） | 636 |